# CoCE
CoCE (Conservation and use of the wild populations of Coffea arabica in the montane rainforests in Ethiopia) ist der Name eines Forschungsprojektes und steht für die Erhaltung und Nutzung der Wildpopulationen von Arabica-Kaffee in den Bergregenwäldern von Äthiopien. Das übergeordnete Ziel des Projekts CoCE ist die Kombination von Erhaltung der genetischen Vielfalt von Wildkaffee und der Vielfalt der Arten und Ökosysteme innerhalb des montanen Regenwaldes.
Das Projekt wird vom Bundesministerium für Bildung und Forschung (BMBF) finanziert. Durchgeführt wird es von dem Zentrum für Entwicklungsforschung (ZEF) in Bonn und dem Ethiopian Coffee Forest Forum (ECFF) in Äthiopien.

## Hintergrund
Die Bergregenwälder im Südosten Äthiopiens sind die Wiege des wilden Coffea arabica, der Archetyp eines großen Teils der modernen kommerziell genutzten Kaffeerassen.  Aufgrund der schwindenden Größe der Bergregenwälder durch Rodung ist die kostbare Ressource von wildem Arabica-Kaffee zunehmend bedroht.
Äthiopiens Landesfläche war zum Ende der 1960er-Jahre noch zu 40 Prozent von dichtem Wald bewachsen, dessen Anteil inzwischen auf 2,7 Prozent geschrumpft ist. Das ehemalige Königreich Kaffa im Südwesten des Landes ist heute ein Teil der Southern Nations, Nationalities and People’s Region, eine der neun ethnischen Divisionen Äthiopiens. Die sich rasant entwickelnde Kleinstadt Bonga ist das Wirtschaftszentrum der Kaffa-Region. In der Kaffa-Region sind lediglich 200.000 Hektar ungestörten afromontanen Regenwaldes erhalten geblieben. Diese sind jedoch extrem in ihrer Existenz bedroht, da der Druck auf diese Waldregion – durch die wachsende Bevölkerung, Infrastrukturmaßnahmen wie etwa Straßenbau und Investorenpläne – stetig anwächst.

## Liste der wichtigsten Partnerinstitutionen
- Bundesamt für Naturschutz (BfN), Bonn, Deutschland
- Bureau for Environmental and Ecological-economic Assessment (BETA), Wageningen, Niederlande
- Centre de Coopération Internationale en Recherche Agronomique pour le Développement (CIRAD), Montpellier, Frankreich
- Centro de Investigação das Ferrugens do Cafeeiro (CIFC), Oeiras, Portugal
- Department of Biology Education, Universität Addis Abeba, Äthiopien
- Department of Biology, Universität Addis Abeba, Äthiopien
- Deutsche Gesellschaft für Technische Zusammenarbeit mbh (GTZ), Addis Ababa, Äthiopien / Eschborn, Deutschland
- EcoSecurities, Environmental Finance Solutions, Oxford, Vereinigtes Königreich
- Ethiopian Coffee Forest Forum (ECFF), Addis Ababa, Äthiopien
- Ethiopian Economic Association (EEA), Addis Ababa, Äthiopien
- Ethiopian Institute for Agricultural Research (EIAR), Addis Ababa, Äthiopien
- Ethiopian Ministry of Agriculture and Rural Development, Addis Ababa, Äthiopien
- EU Coffee Improvement Program (CIP IV)
- Evolve – Consulting for Sustainable Development, Kirchzarten, Deutschland
- GEO schützt den Regenwald e. V., Hamburg, Deutschland
- Institute for Biodiversity Conservation (IBC), Addis Ababa, Äthiopien
- Institut für Nutzpflanzenwissenschaften und Ressourcenschutz (INRES), Universität Bonn, Deutschland
- Institut für Pflanzenernährung, Universität Bonn, Deutschland
- International Coffee Genome Network (ICGN), Montpellier, Frankreich
- Jima Agricultural Research Center, Ethiopian Institute for Agricultural Research (EIAR, former EARO), Jimma, Äthiopien
- Mondelēz International, Bremen, Deutschland
- Landwirtschaftlich-Gärtnerische Fakultät – Fachgebiet Ressourcenökonomie, Humboldt-Universität, Berlin, Deutschland
- Lernprozesse für nachhaltige Entwicklung, Wuppertal, Deutschland
- National Herbarium of Ethiopia, Universität Addis Abeba, Äthiopien
- Nees Institut für Biodiversität der Pflanzen, Universität Bonn, Deutschland
- Regional Coffee Producer Associations, Äthiopien
- Science Development, Wuppertal, Deutschland